# Rodrigo de la Fuente
Rodrigo de la Fuente Morgado (Madrid, 26 novembre 1976) è un ex cestista e dirigente sportivo spagnolo.
Era un'ala di 2 metri dotata di grande atleticità.

## Carriera
Cresce cestisticamente dapprima con il Cantera Colegio San Agustín di Madrid, dove gioca fino al 1988, poi con il Club Baloncesto Estudiantes, nel quale milita fino al 1993, e con il CB Fuenlabrada.
Nel 1994 emigra negli Stati Uniti dove gioca nei campionati di college prima con la squadra del San Jacinto Junior College, fino al 1996, e nella stagione seguente con Washington State.
Nel 1997 ritorna in Spagna e firma per il Barcellona. Con la maglia dei blaugrana De La Fuente rimane per ben dieci anni, diventandone il capitano ed una bandiera, vincendo 4 titoli spagnoli (1999, 2001, 2003, 2004), 3 Coppe del Re (2001, 2003, 2007), 1 Supercoppa di Spagna (2004), 1 Coppa Korać (1999) ed 1 Eurolega.
Nell'autunno del 2007 viene ingaggiato dalla Benetton Treviso, con la quale aveva fatto la preparazione estiva, e a gennaio 2008 passa alla Virtus Roma.
Con la nazionale spagnola di pallacanestro ha vinto due medaglie d'argento ai campionati europei nel 1999 e 2003 ed ha partecipato ai giochi olimpici del 2000 e del 2004.
Il 25 novembre 2011 firma un contratto che lo legherà all'Asefa Estudiantes.

## Palmarès
- Campionato spagnolo: 4

Barcellona: 1998-99, 2000-01, 2002-03, 2003-04
- Copa del Rey: 3

Barcellona: 2001, 2003, 2007
- Supercoppa spagnola: 1

Barcellona: 2004
- Liga catalana: 3

Barcellona: 2000, 2001, 2004
- Coppa Korać: 1

Barcellona: 1998-99
- Eurolega: 1

Barcellona: 2002-03